# Lorenzo Orsetti
Lorenzo Orsetti, également connu sous les surnoms d'Orso (« Ours » en italien) et de Tekoşer Piling, né le 13 février 1986 à Bagno a Ripoli (Italie) et mort le 18 mars 2019 à Al-Baghouz Fouqani (Syrie), est un anarcho-communiste et antifasciste italien ayant combattu aux côtés des Forces démocratiques syriennes durant la guerre civile syrienne.

## Histoire
Orsetti était chef et sommelier de métier et travaillait dans différents restaurants à Florence,,. Il s'est intéressé au conflit du Rojava, à la lutte du peuple kurde contre l'État islamique et à la révolution du Rojava. Il a rencontré Paolo Andolina, un activiste et anarchiste italien qui s'était battu contre l'État islamique avec YPG International.
En septembre 2017, Orsetti s'est rendu en Syrie, où il a rejoint les Unités de protection du peuple (YPG). Une fois en Syrie, il a noué des amitiés avec plusieurs volontaires antifascistes italiens qui y combattaient aux côtés des Kurdes.
Après avoir terminé sa formation militaire, Orsetti a rejoint une formation militaire organisée par le Parti communiste de Turquie/marxiste-léniniste (TKP/ML) et a ensuite combattu pendant la bataille d'Afrine contre l'armée turque et les rebelles de l'Armée nationale syrienne soutenue par la Turquie avec d'autres internationalistes dans le cadre de TİKKO et AFFA (Brigade Michael Israel, aussi appelée Forces antifascistes à Afrine)).

## Mort
Orsetti a été tué au combat lundi matin 18 mars 2019 dans le village d'Al-Baghouz Fouqani, en Syrie. Il était dans cette localité combattant dans la bataille de Baghouz contre le dernier bastion de l'État islamique en Syrie. Il était attaché à une unité arabe des Forces démocratiques syriennes lorsque lui et quatre de ses camarades ont été tués par les djihadistes dans une embuscade. Sa mort est dans un premier temps annoncée par l'agence de presse Amaq (organe de propagande officiel de l'État islamique), qui publie sur Telegram une photo de son cadavre accompagnée de la description suivante : « le cadavre du croisé italien tué lors d'affrontements dans la ville de Baghouz »,. Les documents d'identité trouvés sur sa dépouille font également l'objet de photographies publiées sur Telegram. Le TKP/ML confirme son décès et publie la lettre qu'il avait demandé à faire lire en pareilles circonstances. La lettre déclare : « Je n'ai pas de regrets, je suis mort en faisant ce que je pensais être la bonne chose, en défendant les plus faibles et en étant fidèle à mes idéaux de justice, d'égalité et de liberté. Donc, malgré mon départ prématuré, ma vie est toujours réussie, et je suis presque sûr que j'y suis allé avec le sourire aux lèvres. Je n'aurais pas pu demander mieux ».
En annonçant sa mort, ses camarades ont partagé la dernière volonté d'Orsetti dans laquelle il expliquait pourquoi il avait décidé de se rendre en Syrie et ses motivations idéologiques.
Le corps d'Orsetti a été rendu à Florence en juin 2019 et inhumé au cimetière des Portes Saintes.

## Honneurs
- Une bibliothèque de la gare de Berceto, près de Parme, a été dénommée en son honneur[16].
- La municipalité de Rome a approuvé une motion visant à dénommer un parc communal Parco Nomentano en son honneur, devenant Parco Nomentano Lorenzo Orsetti Partigiano. La cérémonie a eu lieu lors d'un festival organisé dans le parc, annonçant : « Il y a cinq ans nous avons braqué les projecteurs sur cet espace de verdure abandonné: aujourd'hui il sera dédié à un partisan de notre époque, Lorenzo 'Orso' Orsetti qui est tombé en Syrie alors qu'il luttait contre l'État islamique aux côtés des forces démocratiques kurdes. La lutte pour la liberté n'a ni frontières ni limites, c'est ce que Lorenzo nous a appris[17] ».
- L’orphelinat « Keskesora Alan » (l’arc-en-ciel d’Alan) de la ville de Kobanê, au nord de la Syrie, porte désormais le nom de l’internationaliste. Cet établissement a été créé en 2018 grâce au soutien international de la Fondation pour les femmes libres en Syrie (WJAS). Jusqu’à présent, une petite infirmerie s’occupait des besoins médicaux des enfants qui y vivaient. Cet établissement a maintenant été agrandi et offre également des soins médicaux aux enfants de la région. Si ce projet a été rendu possible, c’est principalement grâce à la famille de Lorenzo Orsetti. Grâce à un généreux don des parents du combattant italien, la WJAS a pu agrandir le centre de santé, qui s’appelle désormais « Centre médical Lorenzo Orsetti ».[18]
- En septembre 2019, la municipalité de Florence a approuvé des plans pour dénommer une rue en son honneur. La motion a été proposée par des conseillers municipaux de gauche et contrée par la Ligue du Nord de droite avec l'abstention du parti nationaliste Frères d'Italie, qui n'était pas d'accord avec le qualificatif de partisan en le représentant comme un héros[19].
- En novembre 2019, un bar et un espace social à Prato, en Toscane, a rejoint le réseau Arci et rebaptisé le bar en l'honneur d'Orsetti, devenant la Casa del Popolo Lorenzo Orsetti. L'inauguration a eu lieu le samedi 9 novembre 2019 en présence de la famille et des amis d'Orsetti[20].